# Donna R
Allison Rae Robertson, känd som Donna R, född 26 augusti 1979 i North Hollywood, Los Angeles, Kalifornien. Hon är gitarrist i rockbanden The Donnas och Chelsea Girls.
Allison har varit gift med Robert Shimp, som är en av de två producenter som The Donnas jobbar/jobbat med. Allison har varit vegetarian och har jobbat som tandsköterska. Hon spelar på Gibson-gitarrer.

## Diskografi
Studioalbum med The Donnas
- The Donnas (1997)
- American Teenage Rock 'n' Roll Machine (1998)
- Get Skintight (1999)
- The Donnas Turn 21 (2001)
- Spend the Night (2002)
- Gold Medal (2004)
- Bitchin' (2007)